# Malcolm Goodwin
Malcolm Goodwin est un acteur, réalisateur et producteur américain. Il est connu pour son rôle principal de Seamus « Shea » Daniels sur Breakout Kings ainsi que son rôle de Clive Babineaux dans la série iZombie, et pour ses apparitions dans plusieurs films et séries télévisées, tels que American Gangster, Detroit 1-8-7, Jeux de dupes et Ma super nièce !.

## Biographie
Malcolm Goodwin est originaire de Brooklyn, New York. Il a suivi ses études secondaires à la Julia Richman High School (en) de New York où il a suivi un programme artistique le Talent Unlimited program,. Il a ensuite suivi des cours à la State University of New York at Purchase (en), où il a obtenu un Bachelor of Arts (licence) en scénographie et cinéma.
Goodwin a réalisé et produit des publicités indépendantes, des courts métrages, des vidéoclips et des messages d'intérêt public. Il est apparu dans le clip de Party Rock Anthem du groupe LMFAO.

## Filmographie

### Acteur

#### Cinéma
- 1997 : Color of Justice de Jeremy Kagan (crédité Jeremy Paul Kagan) : Shawn
- 2005 : Réussir ou mourir de Jim Sheridan : Shaarocks (non crédité)
- 2005 : Backseat de Bruce Van Dusen : Ricky
- 2005 : Wake of the Fallen Sun de Daren Spencer : Jacob
- 2006 : The architect (en) de Matt Tauber : Big Tim
- 2007 : American Gangster de Ridley Scott : Jimmy Zee
- 2007 : Anamorph de Henry S. Miller : Gardien de musée
- 2007 : Got Next (court-métrage) de Fred Strype : Drew
- 2008 : The Lazarus Project de John Glenn : Robbie
- 2008 : Miracle à Santa Anna de Spike Lee : Higgins
- 2008 : Ma super nièce ! (The Longshots) de Fred Durst : Roy
- 2008 : Manipulation de Marcel Langenegger (en)
- 2008 : Jeux de dupes de George Clooney : Bakes
- 2009 : Mississippi Damned (en) de Tina Mabry : Sammy Stone
- 2009 : Black Gloves (court-métrage) de Gilchrist Macquarrie : James
- 2009 : Brief Interviews with Hideous Men de John Krasinski : Père du sujet #42
- 2010 : Crazy on the Outside (en) de Tim Allen : Edgar
- 2011 : The American Dream (Make a Movie Like Spike) de Jamil Walker Smith : Ronald
- 2011 : Party Rock Anthem de Mickey Finnegan : Louis
- 2011 : Not Quite College de Mike Fischer (en) : Taxi Tommy
- 2012 : Rhino de Patrick Rea (en) : Hank
- 2012 : Unités d'élite de Jessy Terrero (en) : A.D. Valburn
- 2013 : A True Story. Based on Things that Never Actually Happened....And Some That Did de lui-même : Jason
- 2015 : Night Run de Jaume Collet-Serra : Colston

#### Télévision
- 2003 : Le Justicier de l'ombre (Hack) (saison 2 épisode 5)
- 2003 : New York, police judiciaire de Dick Wolf : Lamont Tyler
- 2004 : New York, section criminelle de Dick Wolf et René Balcer : Elvin Fergin
- 2007 : K-Ville de Jonathan Lisco : Troy Boulet
- 2009 : Raising the Bar : Justice à Manhattan de Steven Bochco et David Feige (en) : Wesley Wedderburn
- 2010 : Detroit 1-8-7 de Jason Richman : KJ
- 2011 : The Tommy O Show Starring America de lui-même : Mac Man
- 2011-2012 : Breakout Kings de Matt Olmstead et Nick Santora : Sean « Shea » Daniels[5]
- 2012 : Les Experts (série télévisée) : Aaron Voss (saison 13 épisode 7)
- 2013 : Elementary de Robert Doherty : Andre Bell (saison 1 épisode 16)
- 2013 : Bones : de Hart Hanson : CC Creach (saison 9 épisode 8)
- 2014 : True Blood de Alan Ball (saison 7 épisode 8) : Joe Thornton
- 2015-2019 : iZombie de Rob Thomas et Diane Ruggiero-Wright (en) : Clive Babineaux
- 2022-2023 : Reacher : Oscar Finley (saison 1, saison 2 épisode 4)
- 2023 : La chute de la Maison Usher : C. Auguste Dupin jeune

### Réalisateur
- 2011 : The Tommy O Show Starring America
- 2013 : A True Story. Based on Things that Never Actually Happened....And Some That Did